# Areva
Areva fue un conglomerado multinacional francés líder mundial en el sector de la energía nuclear, creado en 2001 a partir de la fusión que se acordó el 30 de noviembre de 2000 de las empresas CEA-Industrie, Cogema, Framatome ANP y FCI. El nombre Areva lo eligió su fundadora, Anne Lauvergeon, inspirado en el Monasterio de Santa María la Real de la Orden de la Trapa en Arévalo, España. En 2016 su quiebra y reestructuración resultó en su absorción por la pública Électricité de France, salvo en lo respectivo a las obligaciones por la construcción de la central nuclear de Olkiluoto (Finlandia).

## Estructura empresarial
Por medio de su filial Technicatome, la empresa también estaba presente en el mercado de los proveedores de centrales nucleares, así como en los sectores de técnicas de control, medición, regulación y seguridad. Además, tiene intereses en la construcción de vehículos marítimos propulsados con energía nuclear. Con la adquisición de parte del negocio de energía nuclear de la empresa alemana Siemens, Areva se convirtió en el mayor proveedor integral para soluciones y servicios de energías nucleares. El gobierno francés planeó en dos ocasiones la privatización de la empresa, pero en ambas ocasiones decidió finalmente no hacerlo.
Al grupo Areva pertenecía también la división T&D (Transmission and Distribution), de forma que así se cierra el círculo entre producción de energía y consumidor. 

## Historia
Como consecuencia de la concentración de atención en el negocio nuclear se hizo pública la venta de la filial FCI el 3 de noviembre de 2005 al inversor financiero Bain Capital.
Debido a las metas mundiales para la reducción de emisiones de CO2 en la producción energética, Areva adquirió en 2005 una participación importante en el fabricante de energía eólica REpower Systems. Areva posee el 30.14 % de REpower Systems e hizo público el 22 de enero de 2007 que había hecho una oferta para alcanzar al menos el 50 % de acciones de la empresa. La oferta original de Areva, de 105 euros por acción, fue superada por el grupo indio Suzlon con 126 euros. Areva aumentó entonces su oferta a 140 euros —y a su vez Suzlon a 150 euros—. La lucha por el control de la empresa concluyó el 24 de mayo de 2007 cuando Areva hizo público que ya no haría oferta alguna a los accionistas. En su lugar, confirmó que seguiría apoyando a REpower y que mantendría su participación.

## Críticas
Extracción de uranio en Níger
En Níger, Areva ha extraído desde 1968 más de 100 000 toneladas de uranio. Se ha criticado a la empresa por poner en peligro la vida de sus empleados en Arlit durante el proceso de enriquecimiento, así como contaminar el medio ambiente. El tuareg Almoustapha Alhacen fundó en 2001 la organización Aghirin Man, tras notar la cantidad de trabajadores de las minas de uranio que murieron de extrañas enfermedades. En el hospital, propiedad de Areva, los diagnósticos fueron de enfermedades como sida o malaria; sin embargo, nunca se diagnosticó ningún tipo de cáncer, excepto a pacientes que no trabajaban en la mina. En 2009, Serge Venel, ciudadano francés que había trabajado en Níger durante siete años, falleció según el diagnóstico de un médico francés de cáncer de pulmón.
En un cuestionario declararon la mayoría de trabajadores que en el trabajo llevaban camisa y pantalones cortos, y que no utilizaban guantes de seguridad ni portaban dosímetro.
En noviembre de 2009, trabajadores de Greenpeace tomaron pruebas cerca de las minas de uranio: una prueba de arena cercana a la mina en Akokan contenía 100 veces más sustancias radioactivas que la arena normal, mientras que en las calles de Akokan la radiación era 500 superior a la normal y, de las 5 pruebas de agua, 4 de ellas sobrepasaban los valores máximos de uranio establecidos por la Organización Mundial de la Salud. La respuesta de Areva a estas informaciones fue que la dosis de radiación anual para los habitantes es menor que la de una radiografía de pecho.
Debido al silencio sobre estado de salud de los trabajadores de la mina y a la desinformación de la población sobre los riesgos, Areva recibió el desafortunado galardón Public Eye Award en las categorías People (encuesta en Internet) y Global.
La extracción de uranio es fuente de problemas políticos en Níger: en el norte viven los tuaregs y en el sur los Haussa. El dinero que Areva paga al estado, permanece en la ciudad situada en el sur del país, aunque es extraído de las zonas del norte donde, a su vez, existe el riesgo de contrabando de uranio por parte de los rebeldes. El antiguo presidente Mamadou Tandja amenazó con vender uranio a Irán.
Transportes de uranio a Siberia
En 2009 salió a la luz que, a mitad de los años 1990, Areva transportó anualmente 108 toneladas de uranio enriquecido de Francia a Siberia. Un total del 13 % de la basura radioactiva francesa se depositó en la ciudad siberiana de Seversk, de entrada restringida al público. Allí se depositaron los contenedores al aire libre, contradiciendo la afirmación de Areva de que se trataba de energía renovable. Según declaraciones de Areva la empresa realizó esos transportes por encargo de la empresa EDF.

La construcción de un reactor europeo presurizado (EPR) en la central nuclear de Olkiluoto en Finlandia está acompañada de diversos problemas. La construcción será 2300 millones de euros más cara de lo inicialmente planeado y la finalización se ha visto pospuesto 3 años. Se han contabilizado más de 3000 errores en su construcción.
Desvío de residuos radioactivos en el canal de la Mancha
El centro de reprocesado de La Hague, mantenido por Areva, derrama a través de una tubería de 4,5 km de longitud 400 metros cúbicos de residuos radioactivos al día en el canal de la Mancha. Este procedimiento es legal, dado que solo el hundimiento de barriles con basura atómica en el mar está prohibida, pero no el derrame de forma directa. En un estudio francés de 1997 se demostró la relación entre estos derrames y el ratio de leucemia en niños y jóvenes de la región. En comparación con el promedio nacional, la cantidad de casos en un radio de 10 km de las instalaciones en La Hague ha aumentado en un factor 3.
Críticas al tipo de combustible MOX usado en el reactor 3 de la central de Fukushima
A raíz del accidente nuclear de Fukushima I el 16 de marzo de 2011, Yuli Andreev, responsable de descontaminar Chernóbil durante los años 1986 a 1991, señaló que el reactor 3 de la central de Fukushima I era el más peligroso ya que se estaba utilizando combustible MOX —mezcla de uranio y plutonio— que la empresa Areva estaba usando experimentalmente en dos centrales nucleares japonesas.
Greenpeace ya en el año 2001 advertía a la American Nuclear Regulatory Commission que el uso del combustible MOX facilitado por Areva debía dejar de enviarse a la central de Fukushima I ya que los reactores convencionales no estaban preparados para ese combustible. Además, desde 2002, la empresa japonesa Tepco (Tokyo Electric Power Company) habría falsificado los controles de calidad. El MOX, que tenía mayor rendimiento energético, habría demostrado su inestabilidad y por tanto la dificultad de su control ya que sufría dos diferentes reacciones, la del uranio y la del plutonio, en un mismo reactor.